# آیتک سلامت
آیتک سلامت قراملکی معروف به آیتک سلامت (زادهٔ ۱۱ دی ۱۳۷۹ در تبریز) یک بازیکن تیم ملی والیبال زنان ایران است. او در سال ۱۳۹۵ کاپیتان تیم ملی والیبال نوجوانان دختر ایران در مسابقات قهرمانی آسیا در چین بود. او در سال ۱۳۹۶ کاپیتان تیم ملی والیبال زنان ایران بود وی به عنوان بازیکن پشت خط زن تیم جوانان دختر ایران، در مسابقات قهرمانی جوانان دختر آسیا در سال ۱۳۹۷ حضور داشت. و در مسابقات قهرمانی آسیا رده سنی امید حضور پیدا کرد.
او در رقابت‌های انتخابی المپیک ۲۰۲۰ توکیو نیز حضور داشت.

## افتخارات
- مدال نقره مسابقات بازی‌های کشورهای اسلامی همراه با تیم ملی والیبال زنان ایران
- بهترین پشت خط زن لیگ برتر والیبال زنان ایران در فصل ۱۳۹۸ و ۱۴۰۰
- ارزشمندترین بازیکن لیگ برتر والیبال زنان ایران در فصل ۱۴۰۱
- ازدواج با مهرداد علاقمند قبل عمل